# Thurstin de Bastembourg
Thurstin de Bastembourg ou Richard Turtain (Turstin ou Toussaint) est un seigneur normand du Xe siècle, né vers 945, baron de Bricquebec et Montfort-sur-Risle et du Rozel.

## Biographie
Thurstin (ou Tostein, To[u]stain) de Bastembourg, issu d'un lignage scandinave, est seigneur de Pont-Authou. Vers 980, il reçoit le domaine de Montfort. Portant le titre de vicomte, son nom de Bastembourg proviendrait d’un lieu-dit nommé aujourd'hui Bassebourg (Basteborc vers 1070, Basteborc 1259, Bastebourg vers 1350) à Cricqueville-en-Auge, siège d'un ancien prieuré, que François de Beaurepaire associe au nom de Turstinus de Basteburgo mentionné en latin médiéval par Orderic Vital.
Thurstin (Richard) serait le fils d'Anslech de Bricquebec et de Gerlotte de Blois (d), fille du comte de Blois. Il épousa N. Aubere avec qui il eut trois fils, et il est la souche de la famille Bertran par son fils Guillaume Ier Bertran (° v. 970-† 1010), baron de Bricquebec et vicomte du Cotentin, de la maison de Montfort-sur-Risle par Hugues le Barbu, seigneur du Rozel et de Barneville, et avec Richard de la famille de Mitford.
Sa fille Gisla se maria avec Giroie († apr. 1050), seigneur d'Échauffour et de Montreuil-l'Argillé.